# Evidence Makgopa
Evidence Makgopa (Sudáfrica, 5 de junio de 2000) es un futbolista de Sudáfrica que juega en la posición de delantero con el Orlando Pirates de la Premier Soccer League.

## Carrera

### Club
| Periodo   | Club            |
| --------- | --------------- |
| 2019–2022 | Baroka FC       |
| 2022–     | Orlando Pirates |

### Selección nacional
A nivel de selecciones nacionales jugó en los Juegos Olímpicos de Tokio 2020, donde jugó los tres partidos de la fase de grupos y anotó un gol. Debutó con Sudáfrica el 8 de junio de 2021 entrando de cambio y anotando dos goles en la victoria por 3-2 sobre Uganda en un partido amistoso en Johannesburgo.
Participó en la Copa Africana de Naciones 2023 donde anotó un gol en la victoria por 2-0 sobre Marruecos en San-Pédro en la ronda de octavos de final.